# 第8届中国电视剧飞天奖
第八届全国优秀电视剧“飞天奖”评选于1988年7月4日在北京揭晓。

## 获奖名单

### 电视连续剧
- 特别奖《西游记》
- 一等奖《严凤英》
- 二等奖《大学》、《葛掌柜》
- 三等奖《乌龙山剿匪记》、《雪城》、《便衣警察》
- 提名荣誉奖《紫禁城里的大学生》、《啼笑姻缘》、《野店》、《爱新觉罗·浩》、《破烂王》

### 单本剧
- 一等奖《秋白之死》
- 二等奖《工程师们》、《娥子》
- 三等奖《大角逐序曲》、《一路风尘》、《她在人流中》
- 提名荣誉奖《山月儿》、《冻土带》、《高原的风》、《大马路小胡同》、《擂重色愈浓》 、《我们起誓》、《黑豹突击队》

### 儿童电视剧
- 一等奖《跑跑的天地》
- 二等奖《名声》
- 三等奖《动物王国窃案》

### 短剧、小品
- 空缺

### 戏曲电视剧
- 一等奖《九斤姑娘》
- 二等奖《南唐遗事》
- 三等奖空缺

### 译制片
- 空缺

### 单项奖
- 优秀编剧奖：果子、昌炘《秋白之死》
- 优秀导演奖：虞志敏《秋白之死》
- 优秀男主角：李保田《葛掌柜》
- 优秀女主角：马兰《严凤英》
- 优秀男配角：焦晃《工程师们》
- 优秀女配角：宋春丽《便衣警察》
- 优秀摄像奖：黄山《野店》
- 优秀照明奖：尚书中、张少明《野店》
- 优秀美术奖：《西游记》 美术设计(含服、化、道)
- 优秀剪辑奖：《我们起誓》
- 优秀音乐奖：吕其明《秋白之死》
- 优秀音响奖： 《大角逐序曲》 音响设计（含录音、拟音）
- 集体荣誉奖：参加《黑豹突击队》演出的全体解放军功臣